# Electrical Penetration Graph

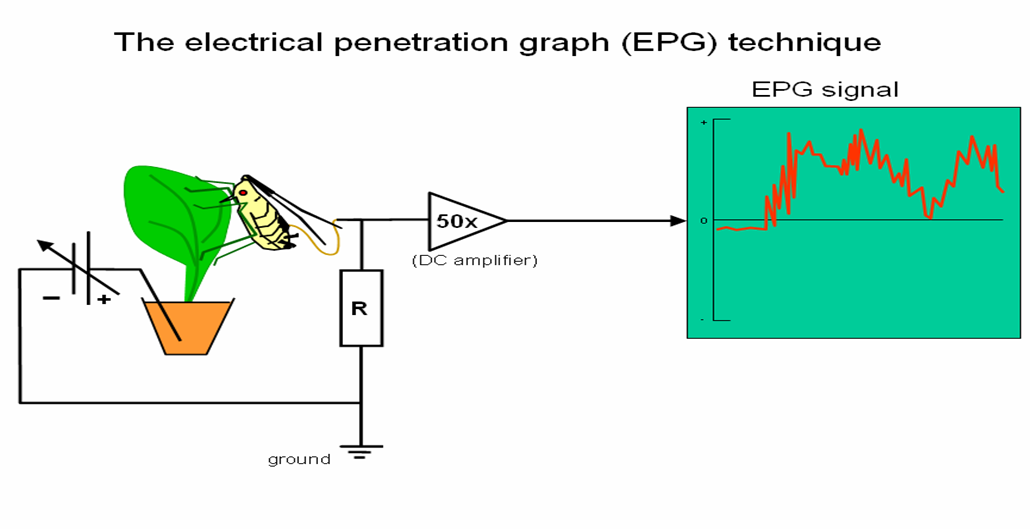
Schematische Darstellung der EPG-Methode

Ein Electrical Penetration Graph, auch kurz EPG-Technik, ist eine Untersuchungsmethode in der Biologie. Sie dient dazu, das Saugverhalten einer Blattlaus (oder anderer Insekten mit stechend-saugenden Mundwerkzeugen) zu untersuchen.
Dazu werden Insekt und Pflanze elektrisch leitend mit einem Verstärker verbunden. Die Elektrode für das Insekt besteht aus einem feinen Golddraht (<20 µm), der mittels elektrisch leitenden Klebers am Insekt angebracht wird. Als zweite Elektrode dient ein Kupferdraht, der einfach in den Boden der getopften Pflanze gesteckt wird. Dieser Stromkreis enthält weiterhin einen elektrischen Widerstand (Ri) sowie eine Spannungsquelle (V). Sobald die Stechborsten der Blattlaus in die Pflanze eindringen, wird der Stromkreis geschlossen, und man erhält eine Spannungssignal (EPG-Signal), welches verstärkt und aufgezeichnet wird. Durch eine AD-Wandlerkarte wird dieses Signal bei einer Wandlerfrequenz von etwa 100 Hz digitalisiert und kann am Computer aufgezeichnet werden.
Die Spannungsänderungen bilden, abhängig von der Einstichaktivität der Blattlaus und der Lage der Stechborstenspitzen im Pflanzengewebe, verschiedene charakteristische Muster, auch als Waveforms bezeichnet. Die entstehenden Signalmuster werden durch zwei unterschiedliche Quellen verursacht:
1. durch den wechselnden elektrischen Widerstand der Blattlaus bzw. der Stechborsten in der Pflanze (R-Bestandteile) und
2. durch elektrische Potentiale, die im Pflanzengewebe bestehen und über die Stechborsten abgeleitet werden („electromotive forces“ – emf-Bestandteil)

Die R-Bestandteile entstehen hauptsächlich durch die Bewegungen der Stechborsten. Die emf-Bestandteile dagegen entstehen durch die „Membranpotentiale“ der Pflanzenzellen – wenn sie von den Stechborsten durchbohrt werden – sowie als Strömungspotentiale infolge der Fließbewegungen der Flüssigkeiten (Zellsaft, Speichel) in den feinen Stechborstenkanälen. Muskel- und neurale Potentiale im Insekt liegen außerhalb des Stromkreises und scheinen folglich nicht zum EPG-Signal beizutragen. Beide Bestandteile, „R“ und „emf“, enthalten wichtige biologische Informationen über die Tätigkeiten des Insekts und die Positionen der Stechborstenspitzen im Pflanzengewebe.
Das Messsystem, das von McLean eingeführt wurde und bei dem Kinsey (1964) Wechselspannung als Spannungsquelle benutzte, beruhte auf einer Modulation der Spannung, deren Umfang durch die Widerstandsänderungen im Insekt verursacht wurde, ähnlich der Signalübertragung bei einer Amplitudenmodulation. Mit diesem Wechselstrom-System konnten die emf-Bestandteile im Signal nicht erfasst werden. Später wurde die Spannungsquelle durch Gleichspannung ersetzt, und zwei DC-System-Varianten wurden entwickelt.
In einem System ist der Eingangswiderstand (Ri) sehr hoch (größer als 1 GΩ), damit Widerstandsänderungen des Insekts unwesentlich und nur die emf-Bestandteile registriert werden. Das reguläre DC-System hat einen Eingangswiderstand, der ungefähr den gleichen Wert hat wie der durchschnittliche elektrische Widerstand der Blattlaus-Pflanze-Kombination, und ermöglicht somit optimal, das Verhältnis des Widerstandes und der emf-Bestandteile im gleichen Umfang zu erfassen.
Gegenwärtig gibt es tatsächlich drei EPG-Systeme:
1. das „reguläre“ DC-System, das beide Signalbestandteile registriert und am verbreitetsten eingesetzt wird,
2. den 'emf-Verstärker', ein DC-System, das nur die emf-Bestandteile erfasst und
3. den 'R-Verstärker', das AC-System, das nur die R-Bestandteile erfasst.

Das EPG des regulären DC-Systems enthält den breitesten Anteil biologischer Informationen im Signal, ist folglich komplexer als die Signale des emf- oder R-Verstärkers, ergibt aber die umfangreichsten und relevantesten biologischen Informationen. Entsprechend der Verstärkereinstellung, sollte das Signal eine positive Spannung aufweisen. Dabei werden drei Signalebenen unterschieden, die extrazellulären Signale mit einer deutlich positiven Spannung (< 5 V), die intrazellulären Signal (pd und E), mit einer deutlich geringeren Spannung sowie die Nichteinstichphasen auf der 0-Volt-Ebene.
Für die Blattläuse sind folgende Hauptmuster bekannt:
extrazelluläre Signale:
1. C = als „pathway“ bezeichnet, charakterisiert es den Einstich und Vortrieb der Stechborsten zwischen den Zellen innerhalb der Zellwände. In das C-Muster sind die beiden früher separat ausgewiesenen Muster „A“, den Einstich der Stechborsten durch die Cuticula signalisierend, sowie „B“, das durch die Bildung der anfänglichen Speichelscheide entsteht, integriert.
2. G = Xylemsaugen, ein sehr regelmäßiges Muster (< 10 Hz) mit gleichmäßiger Amplitude, bedingt durch das „Wassertrinken“ nach dem Einstich der Stechborsten in das Xylem
3. F = Stechborstenprobleme. Ein ebenfalls gleichmäßiges Muster mit höherer Frequenz (>10 Hz), das in Verbindung mit der Koordination der Stechborstenbewegung steht. Angenommen wird, dass in solchen Fällen die koordinierte Bewegung des Stechborstenbündels gestört ist.

intrazelluläre Signale:
1. pd = „potential drop“ ist ein auffälliges, kurzzeitiges (ca. 6-8 sec) Abfallen der Spannung innerhalb des C-Musters. Es entsteht durch das Eindringen der Stechborsten in eine Zelle, wobei das abgeleitete Membranpotential den Spannungsabfall bewirkt. Die „pd“ werden in drei Phasen unterteilt („pd-I“ bis „pd_III“), wobei innerhalb der zweiten Phase verschiedenen Subphasenmuster erkennbar sind, die mit Speichelabgabe bzw. Zellsaftaufnahme in Verbindung gebracht werden.
2. E = Phloemkontakt der Stechborsten, beginnen mit dem für pd-typischen Spannungsabfall, folgend von einem regelmäßigen Muster mit positiven Spannungsspitzen = E1, verursacht durch das aktive injizieren von Speichel in das Phloem. In der Regel geht das E1-Muster in das E2-Muster über, für das negative Spannungsspitzen mit geringer Amplitude charakteristisch ist. Dieses E2-Muster entsteht bei „Saugen“, indem die Blattlaus den unter Überdruck stehenden Phloemsaft in sich aufnimmt. Für dieses Muster ist u. a. das Öffnen und Schließen der am Übergang zum Ösophagus liegenden Schlundklappen verantwortlich.

## Weitere Informationen
- EPG-Seite von Dr. F. Tjallingii